# La Petite-Boissière
La Petite-Boissière là một xã trong tỉnh Deux-Sèvres trong vùng Nouvelle-Aquitaine ở phía tây nước Pháp. Xã này nằm ở khu vực có độ cao trung bình 215 mét trên mực nước biển.